# Лос-Гатос
Лос-Гатос (исп. Los Gatos) — включённый город в округе Санта-Клара, штат Калифорния. Население — 30 222 человек, согласно оценке Бюро переписи населения США 2020 года. 
По данным «Bloomberg Businessweek», Лос-Гатос занимает 33-е место в списке самых богатых городов в США. Город расположен в районе залива Сан-Франциско, является частью Кремниевой долины, в котором располагаются несколько высокотехнологичных компаний, одной из самых известных компаний является Netflix.

## Этимология
Лос-Гатос по-испански означает «Кошки». Название происходит от земельного гранта Альта Калифорния в 1839 году, который охватывал область, которая называлась La Rinconada de Los Gatos («Кошачий уголок»), где «кошками» называли диких рысей и пум.

## География
Город Лос-Гатос расположен юго-западнее города Сан-Хосе в предгорье Санта-Круз.

## История
Лос-Гатос был основан в середине 1850-х годов Джеймсом Форбсом.
Поселение, основанное в 1860-х годах, первоначально было названо в честь мельницы, но после того, как правительства Испании и Мексики пошли на многочисленные уступки и предоставили землю Альта-Калифорния, название было изменено на Лос-Гатос. 10 августа 1887 года получил статус включённого города и оставался важным городом для лесозаготовительной промышленности в горах Санта-Круз до конца 19 века. 
В начале 20 века город превратился в процветающий сельскохозяйственный городок, где выращивали абрикосы, виноград и чернослив. К 1920 году у района Лос-Гатос была местная репутация художественной колонии, которая на протяжении многих лет привлекала художников, музыкантов, писателей, актеров и их представителей богемы в качестве жителей. Скрипач Иегуди Менухин проживал когда был подростком, актрисы Джоан Фонтейн и Оливия де Хэвилленд (сестры) были выпускниками средней школы Лос-Гатос, Джон Стейнбек написал роман «Гроздья гнева» (теперь это место находится в Монте-Серено), и музыкант Нил Кэссиди проживал там в 1950-х годах. Наряду с большей частью долины Санта-Клара, Лос-Гатос стал пригородным районом Сан-Хосе с 1950-х годов, а к 1980-м годам город был практически застроен.
Центр города Лос-Гатос сохранил и отреставрировал многие исторические дома и коммерческие здания викторианской эпохи. Другие примечательные здания - пристройка Forbes Mill, построенная в 1880 году, в которой сейчас находится исторический музей, средняя школа Лос-Гатос, построенная в 1920-х годах и торговый центр в старом городе и бывшая школа на юниверсити-авеню (школа была основана в 1882 году, нынешние постройки датируются 1923 годом).
Ряд кирпичных зданий в центре Лос-Гатос были разрушены или серьезно повреждены в результате землетрясения Лома-Приета в 1989 году, хотя район был быстро восстановлен.

## Экономика
В самом городе расположены следующие технологические компании:
- BrightSign
- Buongiorno
- Cryptic Studios
- Digital Media Academy
- EverSport
- Facilitron
- Forcepoint
- ImageShack
- Import.io
- Netflix[10]
- Par Avion Tea
- Roku, Inc.
- Plex, Inc.
- Smashwords

## Города-побратимы
У Лос-Гатоса есть пять официальных городов-побратимов:
- Район Чжунхэ, Тайвань
- Ляоян, Китай
- Листоуэл, Ирландия
- Таллин, Эстония
- Сиуатанехо, Мексика